# Destricted
Pour plus de détails, voir Fiche technique et Distribution.
Destricted est un film omnibus américano-britannique sorti en 2006 qui explore la frontière entre l'art et la pornographie. Les films sortis au Royaume-Uni et aux États-Unis se chevauchent, mais contiennent des courts métrages érotiques d'art et d'essai différents. Le film a sketches a été récompensé lors de plusieurs festivals internationaux.

## Épisodes
La version britannique sortie en 2006 dure 114 minutes et comprend sept courts métrages :
- Balkan Erotic Epic (Marina Abramović, 14:04) - Une comédie érotique sur les mythes des Balkans concernant les organes sexuels.
- Sync (Marco Brambilla, 02:15) - Consiste en des extraits très courts de différents films pornographiques.
- Impaled (Larry Clark, 38:28) - Une audition pour un film porno, mais non pas avec des femmes craintives que l'on voit souvent ; au lieu de cela, ce sont les jeunes hommes qui sont craintifs.
- Death Valley (Sam Taylor-Wood, 08:25) - Un homme se masturbe dans le désert.
- House Call (Richard Prince, 12:29) - Une scène de sexe à l'ancienne recontextualisée avec des montages et de la musique.
- Hoist (Matthew Barney, 14:38) - Une juxtaposition de la sexualité et de la machinerie industrielle.
- We Fuck Alone (Gaspar Noé, 23:31) - Un homme et une femme se masturbent devant le même film porno dans des pièces différentes.

La version américaine (2010) dure 129 minutes et comprend huit courts métrages, quatre de la version précédente et quatre nouveaux : Green Pink Caviar de Marilyn Minter, Four Letter Heaven de Cecily Brown, Impaled de Clark, We Fuck Alone de Noé, House Call de Prince, Scratch This de Sante D'Orazio et Cooking de Tunga. Il exclut Balkan Erotic Epic, Sync et Death Valley.

## Fiche technique
- Titre original : Destricted
- Réalisation : Marina Abramović, Matthew Barney, Marco Brambilla, Larry Clark, Gaspar Noé, Richard Prince, Sam Taylor-Wood, Marilyn Minter, Cecily Brown, Sante D’Orazio, Tunga
- Scénario : Mel Agace, Fredrik Carlström, Mark Fletcher, Andrew Hale, Andrew Herwitz, Igor Kecman, Jelena Mitrovic, Sigurjon Sighvatsson, Neville Wakefield[réf. nécessaire]
- Scénario[3] :  
  - Matthew Barney (segment "Hoist")
  - Richard Prince (segment "House Call")
  - Sam Taylor-Johnson (segment "Death Valley")
- Photographie : Aleksandar Ilić, Seamus McGarvey, Peter Strietmann, Eric Voake
- Montage : Alex Blatt, Marco Brambilla, Akiko Iwakawa-Grieve, Michael D. Thomson
- Musique : Jonathan Beblar, Andrew Hale, Matmos, Richard Prince
- Effets spéciaux : Gabriel Bartalos, Dan Gates, Shiela Gates, Clayton Martinez, Ljubomir Simic, Jeff Small
- Décors : Matthew D. Ryle
- Pays de production :  Royaume-Uni -  États-Unis
- Langue originale : anglais
- Société de production : Offhollywood Digital
- Format : couleurs
- Genre : film omnibus expérimental
- Durée : 116 minutes (Royaume-Uni) ; 129 minutes (États-Unis)
- Dates de sortie :
  - États-Unis : janvier 2006 (Festival de Sundance 2006)
  - France : 22 mai 2006 (Festival de Cannes 2006) ; 25 avril 2007 (sortie nationale)
  - Suisse : 4 août 2006 (Festival de Locarno 2006)
  - Royaume-Uni : 15 septembre 2006
- Classification :
  - France : Interdit aux moins de 18 ans[4]

## Distribution
Impaled
- Daniel : lui-même
- August : elle-même
- Jasmine Byrne : elle-même
- Destiny Deville (non créditée) : elle-même
- Dillan Lauren : elle-même
- Sativa Rose : elle-même
- Angela Stone : elle-même
- Nancy Vee : elle-même

House Call
- Kora Reed : le patient
- John Saint John : le docteur

Hoist
- Vincente Pinho Neto : Blooming Greenman

Death Valley
- Chris Raines

We Fuck Alone
- Shirin Barthel
- Richard Blondel
- Manuel Ferrara
- Katsuni